# Géographie de Cuba
Cuba est un État situé dans les Antilles et constitué en majorité de l'île du même nom. Le pays est à 90 km au sud-ouest des Bahamas (Great Inagua), 145 km au nord de la Jamaïque, 208 km au nord-est du Mexique et 212 km au sud de la Floride. L'île principale est séparée des États voisins par des détroits : détroit de Floride 177 km (États-Unis) ; canal du Yucatán 208 km (Mexique) ; passage du Vent 80 km (Haïti).
L'île de Cuba présente une forme très allongée qui s'étend le long d'un arc convexe de 1 210 km rappelant celle d'un caïman. La superficie totale du pays est de 109 884 km2, ce qui en fait l'État le plus grand des Antilles, et qui inclut les 4 095 keys et îlots,, du pays, dont la plus grande est l'île de la Jeunesse (appelée île aux Pins jusqu'en 1976). À l'extrémité sud-est de l'île de Cuba se trouve sur le territoire américain de Guantánamo.
Le pays bénéficie de surfaces planes étendues et de sols favorables à l'agriculture qui ont favorisé une répartition homogène du peuplement. Toutefois, bien que près de 80 % du relief de l'île soit sous forme de plaines et de plateaux, trois chaînes de montagnes s'élèvent :
- la cordillère de Guaniguanico, à l'ouest de La Havane, 699 m d'altitude ;
- l'Escambray, au centre, culminant au pic Potrerillo avec 931 m ;
- la Sierra Maestra, au sud-est qui culmine au pic Turquino avec 1 974 m.

Ce petit État de 109 884 km2, soit environ un quatre-vingt-septième du Canada, présente tout de même une importance géopolitique considérable. Situé au centre de la mer des Caraïbes, à moins de 150 km au sud de la Floride, 77 km à l'ouest d'Haïti, 140 km au nord de la Jamaïque et 210 km à l'est de la péninsule du Yucatan, Cuba est un territoire au positionnement hautement stratégique. Enviée pour sa position avantageuse, mais aussi pour ses nombreuses ressources naturelles ; faune et flore exceptionnelles, minerais – or, nickel - et terres agraires très productives - sucre, tabac, café.

## Hydrologie
D'après Aquastat, la hauteur d'eau annuelle moyenne des précipitations est de 1 335 mm, soit pour une superficie de 109 884 kilomètres carrés, un volume de précipitations annuelles de 147,96 kilomètres cubes (France : 477,98 km3).
De ce volume précipité, l'évapo-transpiration et les infiltrations consomment 116,32 km3. Restent 31,64 kilomètres cubes de ressources d'eau courante produites sur le territoire du pays (en interne). Il faut ajouter à cela 6,48 kilomètres cubes d'eau souterraine renouvelables chaque année. Au total donc les ressources totales en eau du pays se montent à 38,12 kilomètres cubes en moyenne chaque année (soit 38 milliards 120 millions de m3).
Chaque Cubain dispose donc, bon an mal an, d'une quantité de plus ou moins 3,5 m3 d'eau, ce qui peut être considéré comme largement suffisant.

## Statistiques[6]

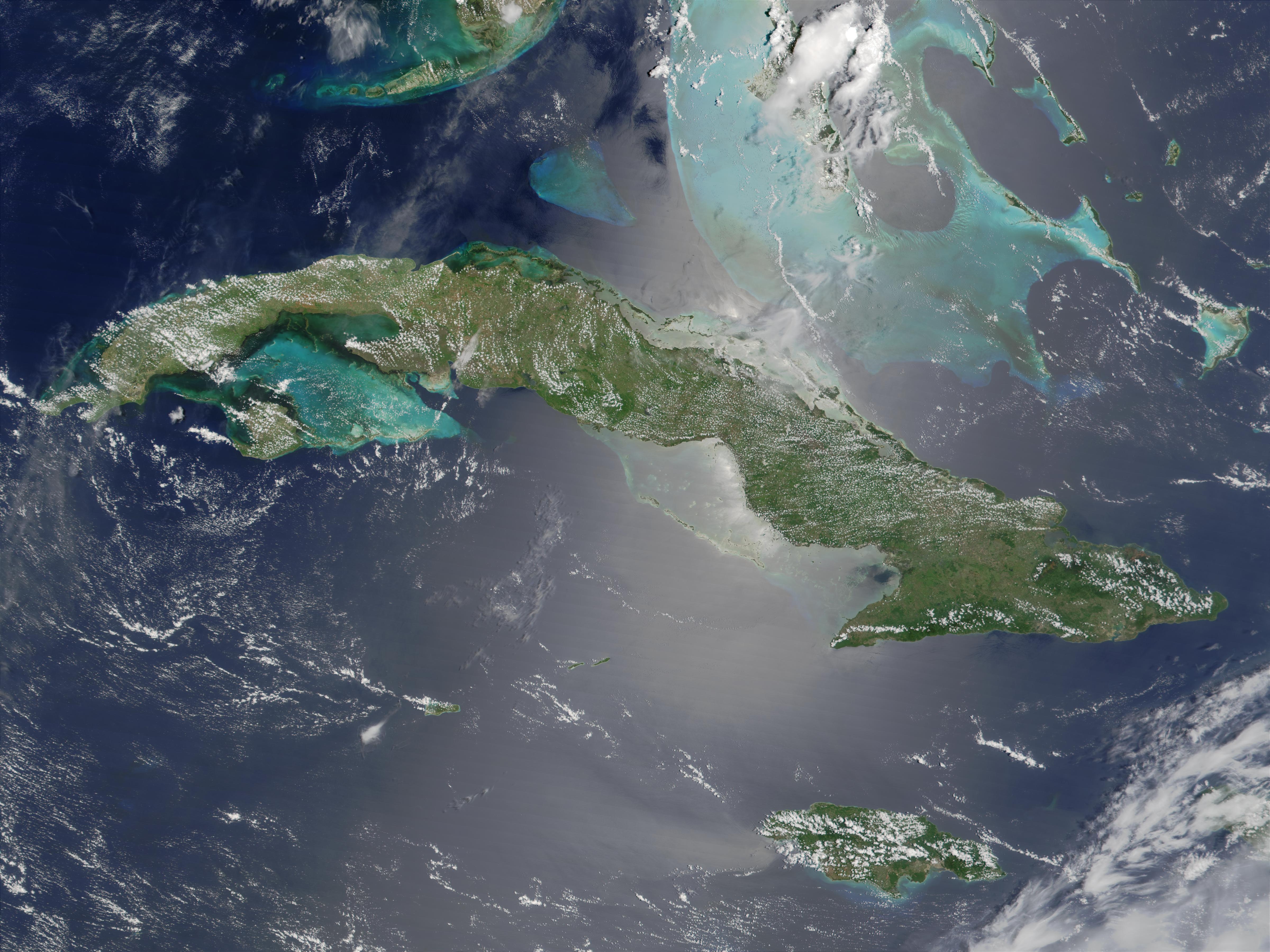
Cuba de l'espace.

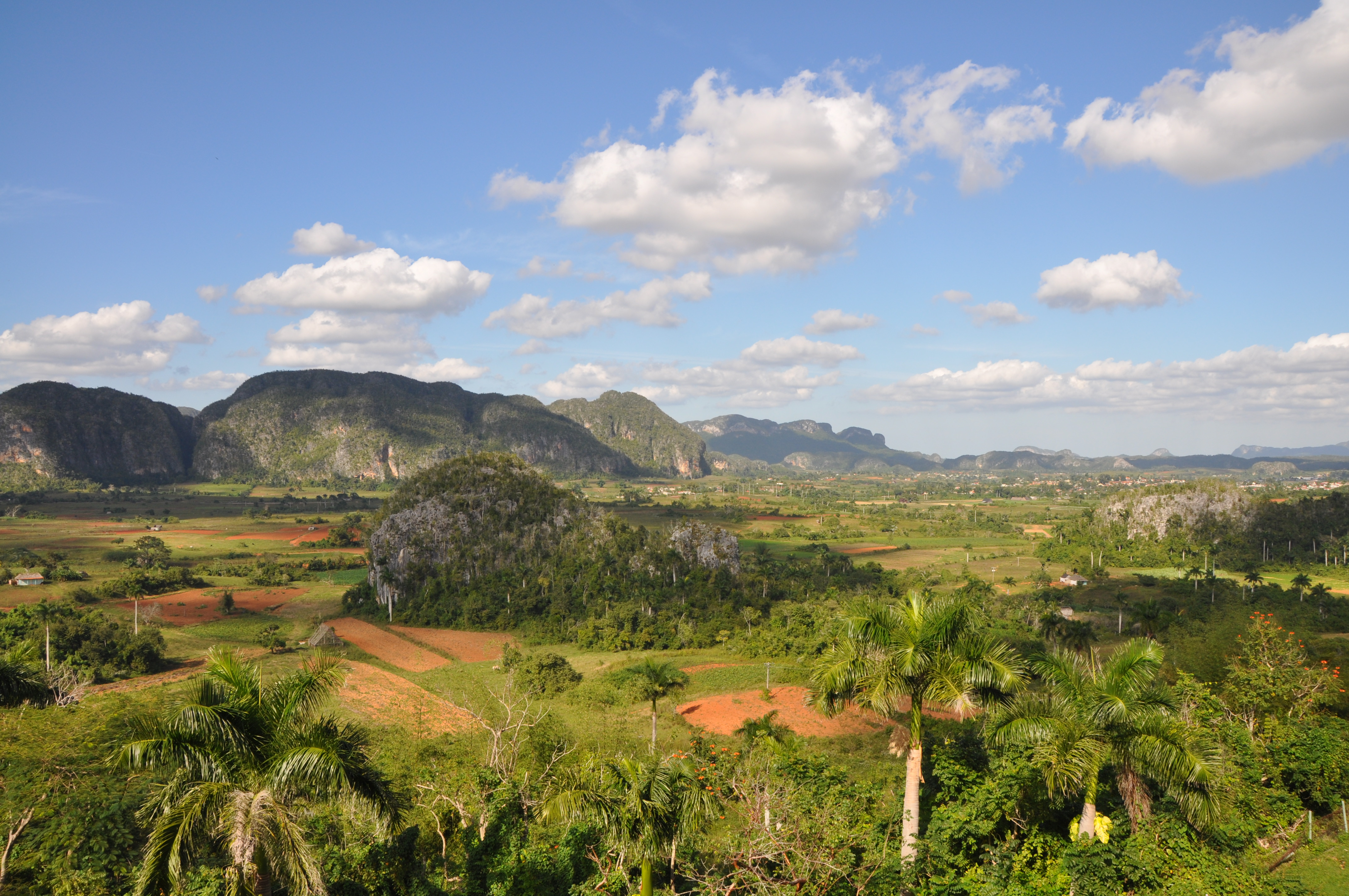
Vallée de Viñales.

- Population : 11 032 343 hab.(en 2021)
  - 0-14 ans : 16,34 %
  - 15-24 ans : 11,81 %
  - 25-54 ans : 41,95 %
  - 55-64 ans : 14,11 %
  - 65 ans et plus : 15,8 %
- Superficie : 110 860 km2
- Densité : 102,66 hab./km2
- Frontières terrestres : 29 km (29 km avec la base américaine de Guantanamo ; cependant le terrain sur lequel se trouve la base appartient à Cuba)
- Littoral : 5 746 km
- Extrémités d'altitude : 0 m > + 1,974 m
- Espérance de vie des hommes : 77,04 ans (en 2021)
- Espérance de vie des femmes : 81,92 ans (en 2021)
- Taux de croissance de la pop. : -0,23 % (en 2021)
- Taux de natalité : 10,25 ‰ (en 2021)
- Taux de mortalité : 9,22 ‰ (en 2021)
- Taux de mortalité infantile : 4,19 ‰ (en 2021)
- Taux de fécondité : 1,71 enfant/femme (en 2021)
- Taux de migration : - 3,32 ‰ (en 2021)
- Indépendance : 20 mai 1902 (ancien territoire américain)
- Lignes de téléphone : 1 447 134 (en 2019)
- Téléphones portables : 6 042 629 (en 2019)
- Postes de radio : 3,9 millions (en 1997)
- Postes de télévision : 2,64 millions (en 1997)
- Utilisateurs d'Internet : 6 353 020 (en 2018)
- Nombre de fournisseurs d'accès Internet : 4 (en 2001)
- Routes : 60 000 km (en 2015, dont 20 000 km goudronnés en 2001)
- Voies ferrées : 8 367 km (en 2017)
- Voies navigables : 240 km (en 2011)
- Nombre d'aéroports : 133 (en 2017)